# ワニワニパニック

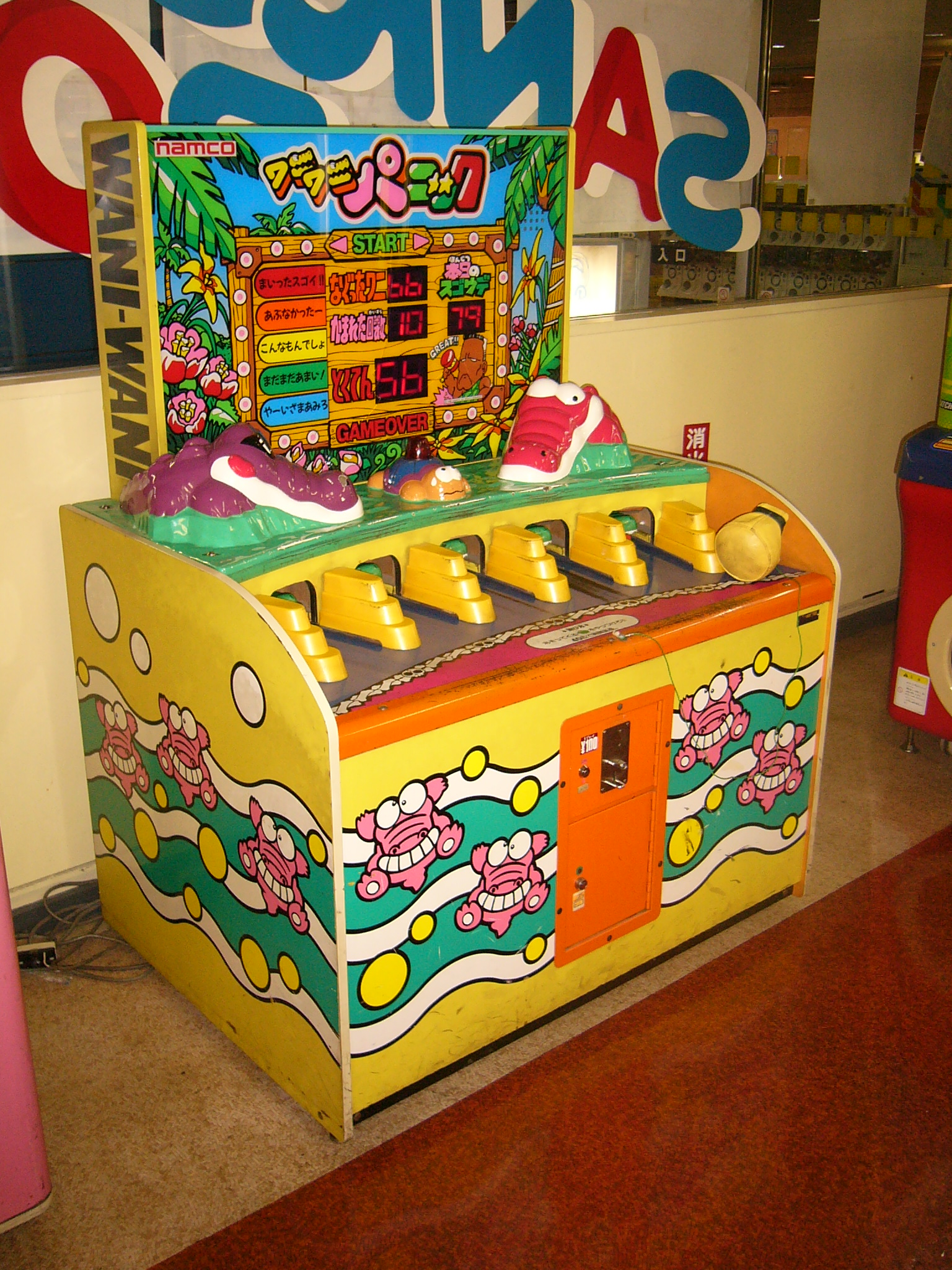
ワニワニパニック

『ワニワニパニック』は、ナムコ（現・バンダイナムコアミューズメント）のアーケードゲーム（エレメカゲームマシン）。

## 概要
1989年稼働開始。開発は後にバンダイナムコゲームスの代表取締役社長、バンダイナムコホールディングス代表取締役会長となる石川祝男による。試作機「ドキドキギャルゲーム」の失敗から焦る中でモグラ退治ゲームから連想して動物が正面から襲うゲームのアイデアを自宅のトイレで着想、1987年に最初の企画書を提出し当初は「出てきたものを叩くという単純さ・身体全体を使ってプレイする爽快感を加味しより大きな動き・より特徴のあるキャラクターを取り入れたアクションスポーツゲーム」として「アマゾンのジャングルにて凶暴なワニが潜む地域で、右手のハンマーでワニを迎え撃つ」といった背景が設定され、筐体案のイラストは5匹のワニを叩く基本は変わらないものの手前が湾曲する形となっていた。
企画提出当初はモグラ退治と変わらないと一蹴されたものの5つの穴を空けた段ボールから棒の先端に付けた動物のスリッパを出し入れする試作機を用いて「モグラ退治とは違う相手が迫ってくる恐怖感」をアピールポイントに改めて提案したところ好評となり製品化に至った。開発時はワニが口を開く構造の危険性や強度への懸念があったものの、樹脂素材の工夫や舌を分厚く作り叩かれた衝撃を吸収する構造で解決を図った。製造はホープに委託された。
5匹並んだワニをハンマーで叩いて撃退するが、一定のラインまでワニが進むと噛まれたことになり減点したり、プレイヤーの得点により難易度が変化するなどといった要素が追加されている。ゲーム後半はワニが「怒った」ことでスピードが上がるのも特徴。制限時間は50秒で、40匹以上叩くと10秒間延長される。叩いたことを示すセンサーはハンマー側ではなくワニ側に設けられているため、例えば素手で叩いても得点が得られる。その日のハイスコアは「本日のスゴウデ」として記録される。また、ワニ達にはプレイ状況に応じた台詞が用意されており、声は渡辺久美子が担当している。
ロングセラーとなり、続編や派生ゲームが出ているほか、児童向け玩具や携帯ゲームにアレンジした簡易版が多数発売されるなど、業務用に留まらず幅広く製品展開がなされた。また、ナムコがデイサービス事業へと参入した際には、高齢者向けの「リハビリテインメントマシン（リハビリテーション支援エンタテインメント機器）」としてアレンジされた、『ワニワニパニックRT』『ドキドキへび退治RT（II）』がリリースされた。2020年6月16日には、バンダイナムコが販売する製品としては『ワニワニパニック2』以来24年ぶりとなる新作『ワニワニパニックR』がリリースされた。『ワニワニパニックR』の製造は、ホープが経営破綻したため、別の企業が行っている。
『ワニワニパニック』並びに、国内で発売された続編・派生作品の筐体の保証修理サポートは、リハビリテインメントマシン、2020年6月稼働開始の『ワニワニパニックR』、ホープがバンダイナムコエンターテインメントから許諾を受けて製造・販売していた『ワニワニパニック3』を除き、部品調達難に伴って2017年10月に終了した。アフターサービスを担当しているバンダイナムコテクニカは、保証修理サポート終了後も、オペレーター（店舗運営者）の要望により、部品の在庫がある場合に限り修理を行っている（バンダイナムコテクニカへの修理依頼は、バンダイナムコアミューズメントと取引関係にある法人に限られる）。他のアーケードゲーム修理業者によれば、1990年代までのエレメカの内部構成部品は日本製が多く、筐体の部品製造から撤退したメーカーもあるため、細かな部品を手作りで製作した上で修理するのがやっとで、筐体本体やワニの修理が厳しい状況だという。この事が、『ワニワニパニックR』開発へと繋がった。
2017年9月20日は『ワニワニパニック3』を販売していた旧ホープの事業譲渡先であるホープ・アミューズメントも破産手続きを開始、事実上の倒産。『ワニワニパニック3』の修理サポートを2019年7月に引き継いだショーケンは、部品調達難やホープの技術資料のみでは修理不可能であることから、2019年9月に修理サポートを在庫部品のみの対応とすることを発表した。2022年時点では修理不能なため一部故障したまま稼働を続ける旧型機の筐体も確認されていた。

## シリーズ作品・派生作品
特記が無い製品の販売は全てナムコ→バンダイナムコゲームス→バンダイナムコエンターテインメント→バンダイナムコアミューズメントによる。

### 業務用アーケードゲーム

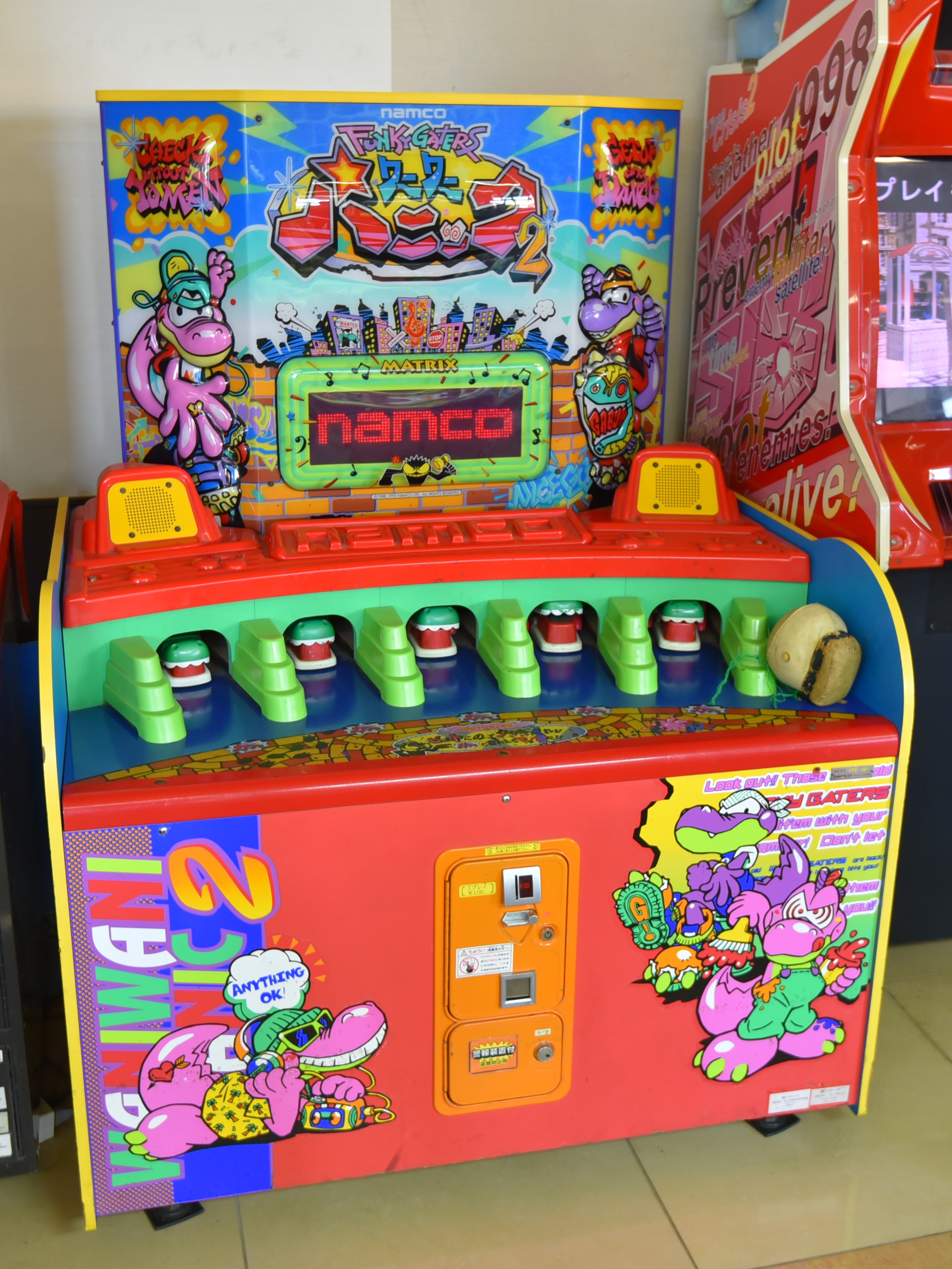
『ワニワニパニック2』のアーケード筐体（ナムコ）

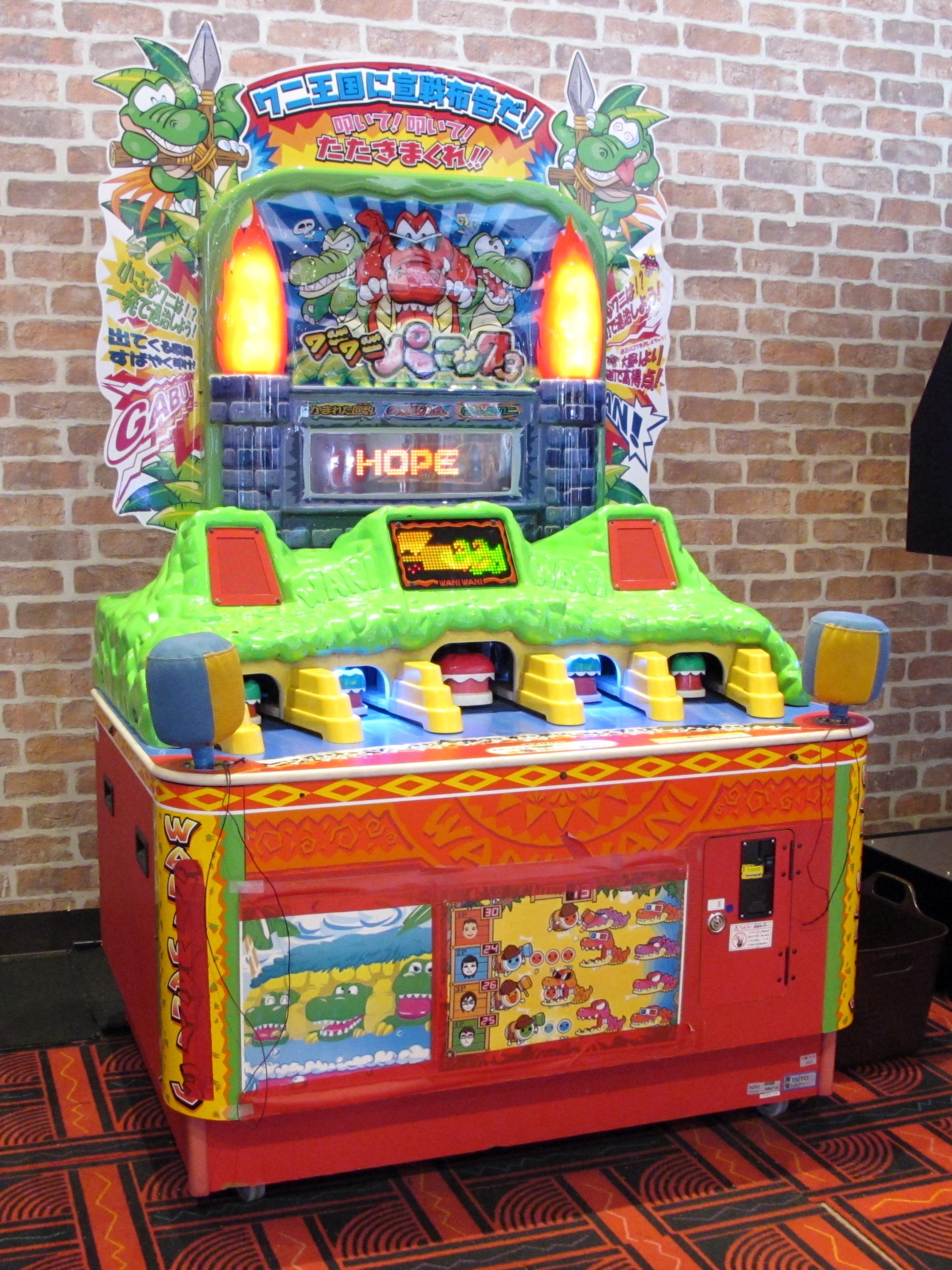
『ワニワニパニック3』のアーケード筐体（ホープ）

- ワニワニパニック（1989年） - 2月1日[要出典]稼働。
- Wacky Gator（1990年） - 本作の海外版。販売はデータイースト。
- カニカニパニック（1991年） - 2月1日稼働。ワニワニパニック同様水平式もぐら叩きであるが、ターゲットは左右に移動する方式となっている。
- サメサメパニック（1994年） - 6月1日稼働。
- ワニワニパニック2（1996年） - 3月1日稼働。
- Dino Bonk（1996年） - 海外のみ稼働。タイトル通り恐竜版『ワニワニパニック』。
- たこいかぱにっく（1995年） - 1月1日稼働。水平式ではなく、オーソドックスな垂直型もぐら叩き。赤（タコ）と白（イカ）に塗り分けられた的を使用し、スピーカーから指示された的（プレイヤー側を向いた色）を殴るゲーム。的を間違えると減点される。
- ワニワニパニック3（2007年） - ハンマーが2台となり、二人でのプレイが可能となった。販売はホープ。
- WHACK'EM FUNKY GATORS（2016年） - 2月稼働。いわゆる物理的なもぐら叩き方式の旧エレメカではなく、大型液晶＋５ボタンのビデオゲーム。
- ワニワニパニックR（2020年） - 6月16日稼働[14]。コンセプトは初代を踏襲するが、『3』同様ハンマーを2台に増設した他、成績パネルに32インチ液晶ディスプレイを採用し、ゲーム展開により様々な画面演出が表示されるようになった。

### 業務用リハビリテインメントマシン
- ワニワニパニックRT（2003年） - 10月稼働。リハビリサポートマシン。
- ドキドキへび退治RT（2006年） - 12月稼働。リハビリサポートマシン。
- ドキドキへび退治II（2013年） - 2月28日稼働。リハビリサポートマシン。

### パチンコ・パチスロ遊技機
- CRワニワニパニック（2000年） - 11月稼働。販売は大一商会。
- CRワニワニパニック2（2008年） - 11月稼働。販売は大一商会。
- パチスロワニワニパニック～キミのハートをワニづかみ～（2010年） - 9月稼働。販売は大一商会。

### 玩具・テレビゲーム
- ワニワニパニック（1990年） - オリジナル版のミニチュア電子玩具。販売はバンダイ。本機以降、バンダイよりミニチュアエレメカがシリーズ化され、『カニカニパニック』（1992年）、『サメサメパニック』（1994年）も続いて発売された。
- ワニワニパニック アクションボードアイランド（1990年） - ワニワニパニックのキャラクターを使用したボードゲーム。販売はバンダイ。
- みんなで遊ぼう!ナムコカーニバル（2007年） - 12月6日発売。Wii用ゲームソフト。国内販売に先駆け、北米において『Namco Museum Remix』のタイトルで発売された。アトラクションの1つとして『ワニワニパニック REMIX』（パックマンがハンマーがわり）を収録。
- ワニワニパニック（2020年） - 教育雑誌「幼稚園」2020年4月号の付録として、紙製の筐体を組み立て、ワニを動かすモーター、および得点表示器を組み込むミニチュア版が収録された。ワニやハンマーも紙製である。販売は小学館。
- ガシャポンサウンド ワニワニパニック（2022年） - 2022年11月の第2週よりガシャポンの商品として販売開始。小型のハンマーが付属。ワニの口を叩く(押す)と「イテッ！」「もう怒ったぞ！」等の音声が流れる。全6種類。
- おうちでワイワイ ワニワニパニック（2024年） - 8月3日発売。新たに開発されたミニチュア電子玩具。販売はバンダイ。

### 携帯ゲーム
- LCD ワニワニパニック（2000年） - 3月2日発売。キーチェーン付き小型カラー液晶LCDゲーム。販売は増田屋コーポレーション。
- ワニワニパニック（2006年） - 3月25日発売。キーチェーン付き小型カラー液晶LCDゲーム。2000年に発売された物とはデザインや内容が異なる。発売はハンドヘルド、販売はエポック社。
- 右脳の達人 ガンバれっトレーナー（2006年） - 5月18日発売。ニンテンドーDS用ゲームソフト。『エレメカミュージアム』内にオリジナル版をアレンジ収録。

### 携帯電話用アプリケーション
- ワニワニパニック（2001年） - ナムコによる携帯電話用アプリ配信サービス『アプリキャロット』よりオリジナル版をフィーチャーフォン向けにアレンジ移植し配信。NTT docomo「i-mode」、au「ezweb」、Jフォン「J-SKY」の３キャリアに対応。
- ワニワニパニック（2010年） - 5月24日配信開始。オリジナル版をスマートフォン向けにアレンジしたiPhone用アプリケーション。オンラインランキング、トロフィーに対応。
- ワニワニパニック（2012年） - 9月配信開始。auスマートパスにて提供。iPhone版をベースとしたアンドロイド端末向け移植版。
- LINE ワニワニパニック（2014年） - 3月27日配信開始。LINE GAMEにて提供されたアンドロイド端末／iPhone向けアプリケーション。サブタイトルは『ラインハンターズ』。オリジナル版にはない新規キャラクターやルールが多数追加された。2015年11月30日をもってサービスは終了している。発売はLINE。